# Sinistra Repubblicana di Catalogna
Sinistra Repubblicana di Catalogna (in catalano: Esquerra Republicana de Catalunya, abbreviato spesso Esquerra o ERC; IPA: [əsˈkɛrə rəpubːɫiˈkanə ðə kətəˈɫuɲə]) è un partito politico spagnolo e francese, presente nella regione autonoma della Catalogna, che si dichiara di sinistra e repubblicano e sostiene l'indipendenza di parte dei Paesi catalani (Països Catalans), ossia l'insieme delle regioni di lingua e cultura catalana: oltre alla Catalogna, il Paese Valenciano, le isole Baleari, la Frangia d'Aragona e la Catalogna del Nord in Francia.
Fondato nel 1931, il partito vanta 10 000 militanti nel settembre 2019. Presidente di ERC è Oriol Junqueras i Vies, mentre segretario generale è Marta Rovira. Il partito ha stabilito i propri principi politici in una dichiarazione del 1993.
Esquerra ha alcune federazioni anche nelle Baleari, nella Catalogna settentrionale e nella Comunità Valenciana; in quest'ultima è nota dal 1934 con la denominazione Esquerra Republicana del País Valencià (ERPV).
ERC è rappresentata infine al Parlamento europeo, inclusa nel Gruppo Verdi/ALE.

## Storia del partito
Esquerra nacque nel marzo 1931 in seguito alla fusione di tre partiti: il Partito Repubblicano Catalano di Lluís Companys, L'Opinione e Stato Catalano del colonnello Macià. Il programma del partito rivendicava il riconoscimento nazionale della Catalogna e politiche di tipo socialdemocratico.
Il 14 aprile dello stesso anno, in seguito alla vittoria nelle elezioni municipali, il presidente del partito Francesc Macià proclamò dal balcone di Piazza San Giacomo la Repubblica Catalana "integrata nella Federazione Iberica", ma il governo repubblicano spagnolo provvisorio domandò di congelare la proclamazione, per consolidare la transizione verso la nuova forma di Stato. Si accordò quindi di ristabilire la Generalitat, antica istituzione catalana, che in base al nuovo Statuto di Autonomia (approvato poi nel 1932) avrebbe garantito alla Catalogna l'autogoverno, nel quadro dell'unità della Repubblica spagnola.
Quando tre anni dopo il successore di Macià alla guida di ERC e del Govern, Lluís Companys, proclamò lo Stato Catalano integrato nella Repubblica Federale Spagnola come reazione all'arrivo al governo della CEDA in Spagna, l'esercito spagnolo intervenne sciogliendo la Generalitat e arrestando tutti i suoi membri, nonché i segretari dei partiti politici, tra cui Companys. Questi venne poi processato per ribellione, insieme al suo governo. In seguito a questi fatti lo statuto di autonomia fu sospeso fino al 1936.
Nel febbraio 1936 Esquerra fece parte del Fronte Popolare che vinse le elezioni e Companys, oggetto di un'amnistia, tornò a Barcellona per assumere nuovamente il governo della Generalitat de Catalunya.
Con lo scoppiare della guerra civile spagnola nel luglio dello stesso anno Esquerra rimase a sostegno del governo democratico repubblicano, ma con la vittoria dei nazionalisti venne dichiarato fuorilegge da Franco assieme a tutti gli altri partiti del Fronte Popolare. La stessa Generalitat fu nuovamente sciolta e ERC messa fuori legge.
Lo stesso Companys, che si era rifugiato in Francia, non sfuggì alle persecuzioni e, dopo essere stato arrestato da agenti tedeschi della Gestapo in collaborazione con il regime di Vichy, fu consegnato alla Spagna e fucilato nel 1940, nel Castello di Montjuïc.
Esquerra si mantenne attiva durante l'esilio, giacché circa la metà dei suoi 70.000 militanti abbandonò il paese in seguito alla vittoria falangista. Dal 1952 la diresse Heribert Barrera, mentre un tesserato del partito, Josep Tarradellas, ostentava la presidenza della Generalitat in esilio. L'11 settembre 1964 ERC e altri partiti antifascisti organizzarono a Barcellona la prima manifestazione antifranchista in città dalla fine della guerra.
Esquerra non fu legalizzata agli inizi della transizione spagnola in virtù della sua filosofia repubblicana: per questo alle elezioni del 1977 il partito dovette concorrere sotto le sigle del Fronte Democratico. Il ritorno del presidente Tarradellas e la restaurazione della Generalitat condussero infine alla legalizzazione del partito. ERC ottenne 14 seggi alle elezioni catalane del 1980, e grazie a questi il segretario generale Barrera fu eletto Presidente del Parlamento della Catalogna. Seguirono anni di declino elettorale, dovuto alla forza del nazionalismo catalano di Jordi Pujol.

## Il partito oggi
A partire dal 1989, Esquerra adotta un programma indipendentista. L'assorbimento del Fronte Nazionale (movimento progressista vicino al PSC) e gli ottimi risultati alle elezioni catalane del 1992 rendono ERC il riferimento della sinistra indipendentista. Nel 1996 viene eletta una nuova dirigenza, con Josep Lluís Carod-Rovira come nuovo leader.
Negli ultimi anni la popolarità del partito è cresciuta, così come il suo peso politico. Se alle elezioni regionali del 1999 Esquerra ha ottenuto 12 seggi nel parlamento catalano, nel 2003 i seggi conquistati dal partito sono stati 23, rendendolo terzo in Catalogna per ordine di grandezza nonché membro di coalizione del governo catalano (il Governo Tripartito, condiviso con socialisti ed eco-comunisti e guidato da Pasqual Maragall).
Esquerra Republicana de Catalunya ha sostenuto esternamente governo di José Luis Rodríguez Zapatero grazie all'ottimo risultato elettorale nelle elezioni generali del 2004, in cui ha raccolto 652.196 voti e ottenuto 8 seggi nelle Cortes (nella storia democratica recente non ne aveva mai ottenuto più di due).
Il partito viene espulso dal governo catalano per non aver sostenuto il progetto di riforma statutaria; tuttavia torna al governo nel 2007, con il nuovo tripartito guidato dal socialista José Montilla.
Con la nuova leadership di Oriol Junqueras, un intellettuale non iscritto al partito, inizia il processo di rilancio del partito. Esquerra arriva seconda alle elezioni catalane del 2012, rendendo Junqueras il capo dell'opposizione. Questi firma con Mas un accordo per implementare politiche di recupero della sovranità catalana.
Alle elezioni catalane del 2015 ha fatto parte del cartello elettorale trasversale indipendentista Junts pel Sí, che ottiene 62 seggi nel Parlamento della Catalogna e forma un governo guidato da Carles Puigdemont, di cui Oriol Junqueras diventa vicepresidente e ministro dell'economia. Nel novembre dello stesso anno, ERC vota insieme ai deputati di Junts pel Si e della CUP la Dichiarazione di Inizio del Processo di Indipendenza. In seguito, Junts pel Si, CUP e Catalunya Si Que Es Pot firmano il Patto Nazionale per il Referendum, in cui i firmatari si impegnano a costruire un referendum con garanzie internazionali e riconosciuto dal governo spagnolo.
ERC sostiene il Referendum sull'indipendenza della Catalogna del 1º ottobre, convocato unilateralmente dal governo catalano. Il 10 ottobre i deputati di ERC votano, insieme a Junts pel Si e CUP, una dichiarazione di indipendenza della Catalogna in seguito alla quale il governo dello stato spagnolo ha invocato l'articolo 155 della Costituzione, sciogliendo il parlamento e assumendo il governo diretto della Catalogna. Junqueras è tra i leader dell'indipendentismo catalano arrestati per ribellione, sedizione e malversamento di fondi pubblici.
Nelle successive elezioni catalane del dicembre 2017, l'alleanza Uniti per il Sì non viene riconfermata e ERC si presenta con Democratici di Catalogna e altri partiti minori, ottenendo il 21,4% dei voti e 32 deputati. Esquerra entra nel nuovo governo di coalizione indipendentista, guidato da Quim Torra di Junts per Catalunya.
Alle elezioni legislative dell'aprile 2019 si allea con il movimento Sobiranistes, nato da una scissione dal partito della sinistra pro-autodeterminazione Catalunya en Comú, e ottiene il 3,89% nazionale, e 15 seggi. Si tratta della prima vittoria in Catalogna di Esquerra ad un'elezione spagnola dai tempi della Repubblica, e la più consistente in termini numerici. Alle elezioni del novembre 2019, ERC-Sobiranistes cala lievemente, con il 3,6% e 13 seggi.

## Risultati elettorali
| Data | Voti    | Voti | Voti | Seggi    | Seggi | Status      | Note                                       |
| Data | #       | %    | ±pp  | #        | ±     | Status      | Note                                       |
| ---- | ------- | ---- | ---- | -------- | ----- | ----------- | ------------------------------------------ |
| 1980 | 240.871 | 8,9  | -    | 14 / 135 | -     | Opposizione |                                            |
| 1984 | 126.943 | 4,4  | 4,5  | 5 / 135  | 9     | Governo     | Esce dal governo nel 1987                  |
| 1988 | 111.647 | 4,1  | 0,3  | 6 / 135  | 1     | Opposizione |                                            |
| 1992 | 210.366 | 8,0  | 3,9  | 11 / 135 | 5     | Opposizione |                                            |
| 1995 | 305.867 | 9,5  | 1,5  | 13 / 135 | 2     | Opposizione |                                            |
| 1999 | 271.173 | 8,7  | 0,8  | 12 / 135 | 1     | Opposizione |                                            |
| 2003 | 544.324 | 16,4 | 7,7  | 23 / 135 | 11    | Governo     |                                            |
| 2006 | 416.355 | 14,0 | 2,4  | 21 / 135 | 2     | Governo     |                                            |
| 2010 | 219.173 | 7,0  | 7,0  | 10 / 135 | 11    | Opposizione |                                            |
| 2012 | 498.124 | 13,7 | 6,7  | 19 / 135 | 1     | Opposizione | In alleanza con Catalonia Si               |
| 2015 | -       | -    | -    | 20 / 135 | 1     | Governo     | Nella lista Uniti per il Sì                |
| 2017 | 935.861 | 21,4 | -    | 32 / 135 | 12    | Governo     | In alleanza con Catalunya Sí e Democratici |
| 2021 | 605.581 | 21.3 | -    | 33 / 135 | 1     | Governo     |                                            |

| Data | Voti  | Voti | Voti | Seggi  | Seggi | Status      | Note                                                                              |
| Data | #     | %    | ±    | #      | ±     | Status      | Note                                                                              |
| ---- | ----- | ---- | ---- | ------ | ----- | ----------- | --------------------------------------------------------------------------------- |
| 1995 | 2.082 | 0,6  | -    | 0 / 59 | 0     | Opposizione |                                                                                   |
| 1999 | 1.106 | 0,3  | 0,3  | 0 / 59 | 0     | Opposizione |                                                                                   |
| 2003 | 1.667 | 0,4  | 0,1  | 0 / 59 | 0     | Opposizione |                                                                                   |
| 2007 | -     | -    | -    | 1 / 59 | 1     | Governo     | Nell'alleanza PSOE-Ibiza per il Cambiamento                                       |
| 2011 | 5.325 | 1,3  | -    | 0 / 59 | 1     | Opposizione | Nella circoscrizione di Ibiza non si presenta e sostiene la lista Patto Per Ibiza |
| 2015 | 766   | 0,2  | 1,1  | 0 / 59 | 0     | Opposizione |                                                                                   |

| Data          | Voti      | Voti | Voti | Seggi    | Seggi | Status                           |
| Data          | #         | %    | ±pp  | #        | ±     | Status                           |
| ------------- | --------- | ---- | ---- | -------- | ----- | -------------------------------- |
| 1977          | 143.954   | 0,8  | -    | 1 / 356  | -     | Opposizione                      |
| 1979          | 123.452   | 0,7  | 0    | 1 / 356  | 0     | Opposizione                      |
| 1982          | 138.118   | 0,7  | 0    | 1 / 356  | 0     | Opposizione                      |
| 1986          | 84.628    | 0,4  | 0,3  | 0 / 356  | 1     | Opposizione                      |
| 1989          | 84.756    | 0,4  | 0,0  | 0 / 356  | 0     | Opposizione                      |
| 1993          | 189.632   | 0,8  | 0,4  | 1 / 356  | 1     | Opposizione                      |
| 1996          | 167.641   | 0,7  | 0,1  | 1 / 356  | 0     | Opposizione                      |
| 2000          | 194.715   | 0,8  | 0,4  | 1 / 356  | 0     | Opposizione                      |
| 2004          | 652.196   | 2,5  | 1,7  | 8 / 356  | 7     | Opposizione                      |
| 2008          | 298.139   | 1,2  | 1,3  | 3 / 356  | 5     | Sostegno parlamentare al Governo |
| 2011          | 256.985   | 1,1  | 0,1  | 3 / 356  | 0     | Opposizione                      |
| 2015          | 604.285   | 2,4  | 1,3  | 9 / 356  | 6     | Opposizione                      |
| 2016          | 639.652   | 2,7  | 0,3  | 9 / 356  | 0     | Opposizione                      |
| Aprile 2019   | 1.020.392 | 3,89 | 1,19 | 15 / 356 | 6     | Opposizione                      |
| Novembre 2019 | 875 750   | 3,63 | 0,26 | 13 / 356 | 2     | Sostegno parlamentare al Governo |

| Data | Voti      | Voti | Voti | Seggi  | Seggi   | Note                                           |
| Data | #         | %    | ±    | #      | ±       | Note                                           |
| ---- | --------- | ---- | ---- | ------ | ------- | ---------------------------------------------- |
| 1987 | 326.911   | 1,7  | -    | 0 / 54 | -       | Nella lista Europa dei Popoli                  |
| 1989 | 238.909   | 1,5  | 0,2  | 0 / 54 | Stabile | Nella lista Europa dei Popoli                  |
| 1994 | 239.339   | 1,3  | 0,2  | 0 / 54 | Stabile | Nella lista Europa dei Popoli                  |
| 1999 | 613.968   | 2,9  | 1,6  | 0 / 54 | Stabile | Nella lista Europa dei Popoli                  |
| 2004 | 380.709   | 2,5  | 0,4  | 1 / 54 | 1       | Nella lista Europa dei Popoli                  |
| 2009 | 394.938   | 2,5  | 0    | 1 / 60 | Stabile | Nella lista Europa dei Popoli                  |
| 2014 | 630.072   | 4,0  | 1,5  | 1 / 60 | Stabile | Nella lista Sinistra per il Diritto a Decidere |
| 2019 | 1.252.139 | 5,8  | 1,8  | 2 / 54 | 1       | Nella lista Ahora Repúblicas                   |